# 降水セル
降水セル（こうすいセル、precipitation cell）、または単にセルとは、まとまった積乱雲群の中でも個々に見い出される、ひと塊の積乱雲の対流構造を指す気象学用語。

## 概要
セル (cell)は英語で細胞を意味し、対流構造の個々の渦を指すベナール・セル（対流セル）、また気象学ではハドレー循環 (Hadley cellと表記することがある)など、いくつかの語義に派生している。降水セルは、強い降水や突風をもたらし発生・発達・消滅を繰り返す積乱雲やメソ対流系の構造を説明する言葉として用いられる。特にアメリカで嵐（ストーム）や雷雨の説明の中ではストームセル (storm cell)や雷雨セル (thunderstorm cell)とも呼ぶ。

## 種類と強度

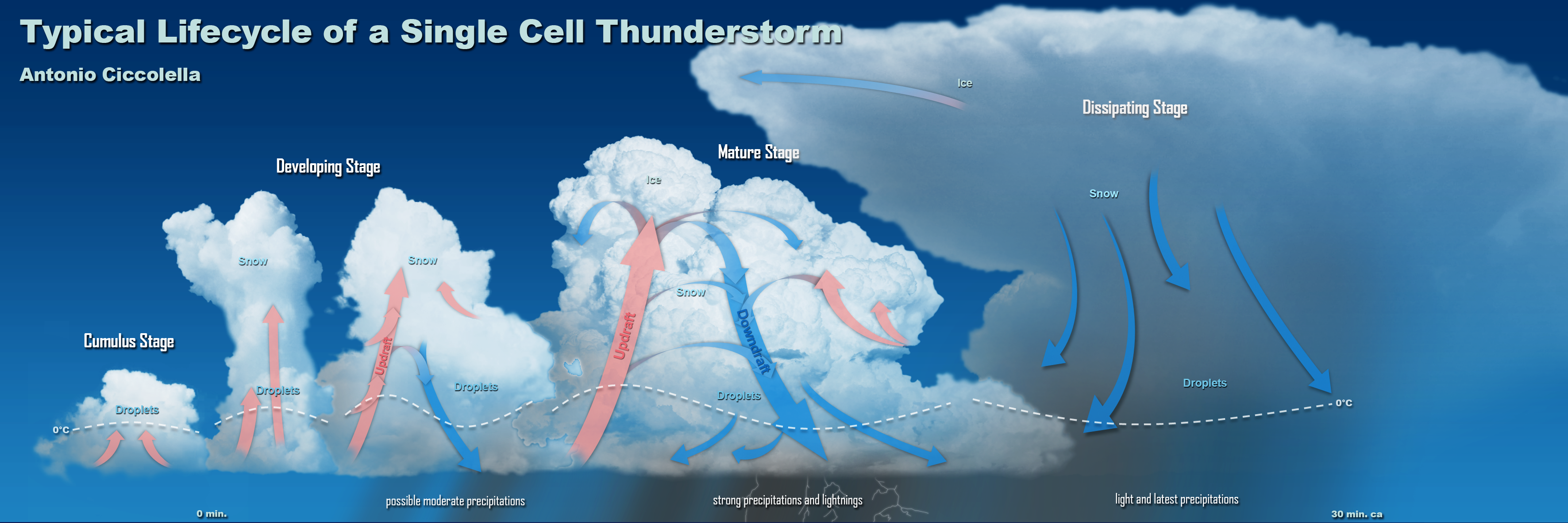
シングルセルの成長段階を順に左から右に示す。

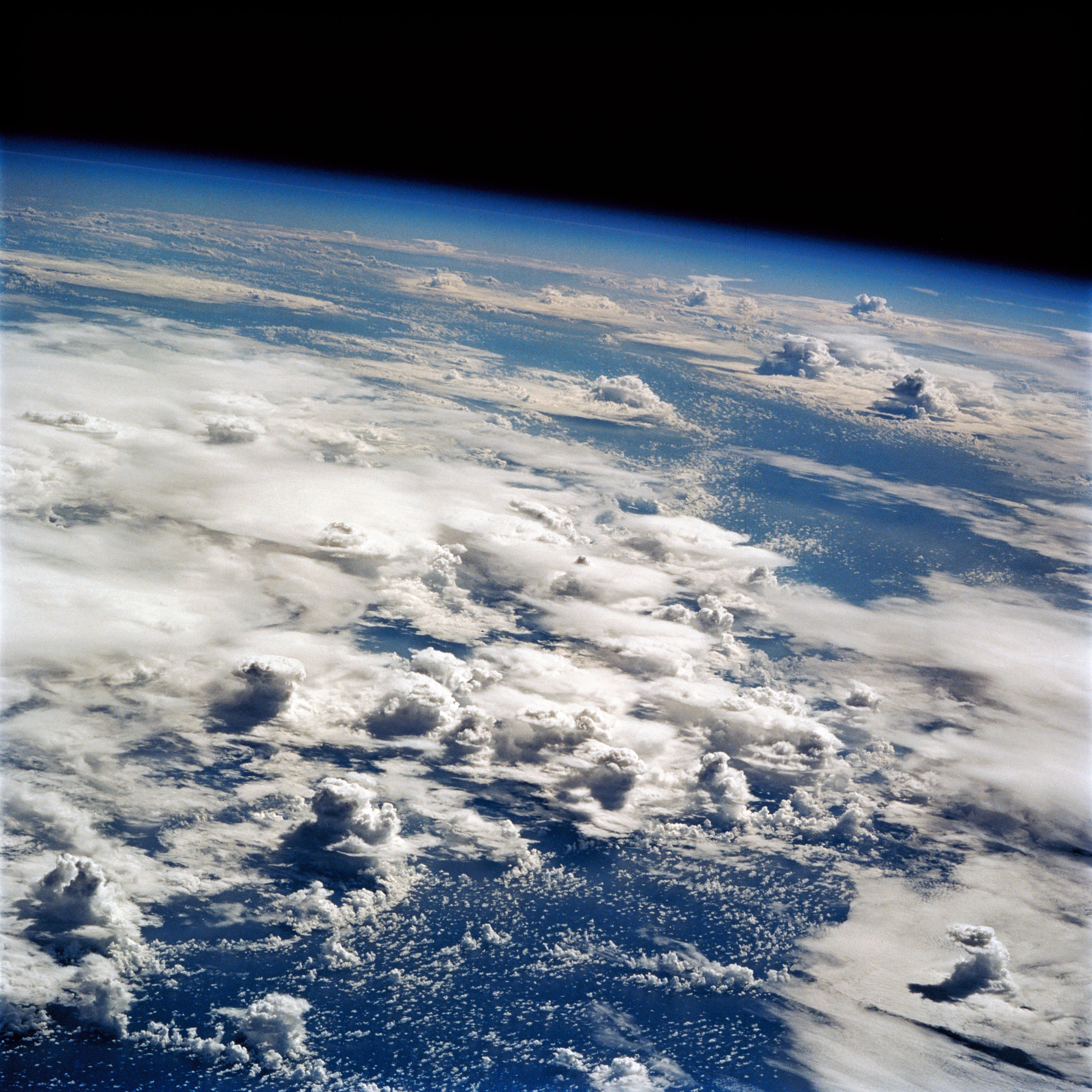
複数の積乱雲が近接するマルチセル型雷雨。

降水セルは、孤立した単一セルか複合した多重セルか、組織化されているかいないか、の2要素によって以下のように分類される。
他と隣り合わない孤立したセルをシングルセル (Single cell)や単一セル、他のセルと互いに接するセルをマルチセル (Multiple cell, Multi cell)や多重セルという。
シングルセル、および組織化されていないマルチセル
シングルセル型積乱雲の発生・発達から消滅までは30分から1時間程度。雲を形成する上昇流は成熟期に入ると弱まり、後に続けて雲が発生しない。ダウンバースト、雹、一部で激しい降雨があり、弱い竜巻が発生することもある。
また、いくつかの積乱雲が繋がって塊を形成しているように見えるマルチセルであっても、とくに鉛直シアが小さい（風向・風速の高度差が小さい）安定的な状況では、それぞれのセル（積乱雲）は雑然と群れているだけでシングルセルのように振る舞い、どこにセルが発生するのか、どこにどの段階のセルが位置するのかはランダムで規則性がない。ただし、塊の中に成長段階の異なる複数のセルがあるため全体としては活動が数時間続く。この種のセルによる雷雨を気団性雷雨、気団雷、熱雷という。夏に太平洋高気圧下の日本で発生する夕立はこの典型。

組織化されたマルチセル
鉛直シアが大きい（風向・風速の高度差が大きい）状況では、積乱雲群が全体として移動し、一定の上昇流域や下降流域が形成され、成長段階の異なる複数のセルが規則的に並んで、世代交代が繰り返される。短時間強雨、大きめの雹、弱い竜巻が発生するおそれがある。この種のセルによる雷雨をマルチセル型雷雨という。状況によっては同じ場所に降水域が停滞する形となり、強雨が長時間続いて集中豪雨となる。
マルチセル・クラスター (Multicell cluster)
積乱雲群の風上側（主に西側から南側）に発生期、中央部に成熟期、風下側（主に東側から北側）に消滅期のセルが位置し、中央部に強い降雨域がある。
マルチセル・ライン (Multicell line)
1つのセルの衰弱期に発生する大型のガストフロント上に新たなセルが成長するもの。移動していくラインの先端部にセルが並んで世代交代を繰り返し、その後方の中・上層に層状の雲がたなびく。先端のやや後ろに冷たい下降流による高圧部メソハイ、後方に層状雲の下降流が加熱乾燥されて生じる低圧部ウェークローがみられるのが特徴。アメリカでは地上天気図に示されるスコールラインとして知られ、そのうち持続性のものをボウエコー、中でも発達が顕著なものをデレチョ（デレーチョ）と呼び、竜巻や雹などの危険性が高い。

スーパーセル(Supercell)
大規模な単一セルの中に上昇流域や下降流域が維持され、それが回転運動しメソサイクロンを形成する。寿命は数時間からそれ以上に及ぶ。メソサイクロンの鉛直渦度0.01 s-1以上とする定義がある。強いダウンバースト、大きな雹があり、しばしば激しい雨を起こし、強い竜巻が発生する恐れがある。ドップラーレーダーでこのセルを観測すると、フックエコーという特徴的な形のエコーが見られる。アメリカ中西部で頻繁に竜巻を発生させる雷雨はこれに当たる。大気の中層に乾燥した空気があり、また上空ほど風速が大きく時計回りに風向が変化する場（ヘリシティーの高い場）で発生しやすい。アメリカでは乾燥した空気の最前線を示すドライラインが地上天気図で用いられる。ヘリシティーを示す指数SREH(SRH)が発生の目安として知られ、150以上でスーパーセル発生のおそれがあり、300以上でF2以上の強い竜巻発生のおそれがある。このセルによる雷雨をスーパーセル型雷雨という。